# Вуков сабор
Вуков сабор је најстарија и најмасовнија културна манифестација у Србији. Посвећена је неговању успомене на живот и дело реформатора српског језика Вука Стефановића Караџића. Централни програм се традиционално одржава у септембру у Вуковом родном месту Тршићу код Лознице. Део програма се реализује у Лозници, Београду и оближњем манастиру Троноша, месту раног Вуковог школовања.
Вуков сабор уврштен је у Национални регистар нематеријалног културног наслеђа Србије.

## Историја
Први Вуков сабор је одржан 1933. године и од тада није одржан једино за време Другог светског рата. Одржавање Вуковог сабора је за становнике Тршића и околних села време када пријатељи и рођаци из других крајева долазе у госте, као што то раде и приликом сеоске славе, и заједно учествују у програмима у оквиру Сабора.
| Редни број | Година | Датуми                | Беседник на централној манифестацији |
| ---------- | ------ | --------------------- | ------------------------------------ |
| 78.        | 2011.  | септембар 12–18, 2011 | Ангела Рихтер                        |
| 79.        | 2012.  | септембар 10–16, 2012 | Ранко Рисојевић                      |
| 80.        | 2013.  | септембар 9–15, 2013  | Душан Ковачевић                      |
| 81.        | 2014.  | септембар 8–14, 2014  | Драган Станић                        |
| 82.        | 2015.  | септембар 14–20, 2015 | Бошко Сувајџић                       |
| 83.        | 2016.  | септембар 12–18, 2016 | Светислав Божић                      |
| 84.        | 2017.  | септембар 11–17, 2017 | Александар Вучић                     |
| 85.        | 2018.  | септембар 10–16, 2018 | Вељко Брборић                        |
| 86.        | 2019.  | септембар 9–15, 2019  | Емир Кустурица                       |
| 87.        | 2020.  | септембар 14–20, 2020 | Јанко Вујиновић                      |

## Програм манифестације
Централни програм се традиционално одржава у септембру у Вуковом родном месту Тршићу код Лознице. Део програма се реализује у Лозници, Београду и оближњем манастиру Троноша, месту раног Вуковог школовања. Програм Вуковог сабора обухвата тематске изложбе, позоришне представе, концерте, књижевне и филмске вечери, промоције књига и сличне приредбе.

### Централна манифестација
Централна манифестација се одржава на саборишту, отвореној позорници у Тршићу, и традиционално почиње извођењем „Химне Вуку” Стевана Мокрањца и подизањем заставе сабора. Следе поздравни говор председника града Лознице и саборска беседа неког истакнутог књижевника, уметника или научника. Потом се изводи одабрано музичко-сценско дело. На крају наступају фолклорни ансамбли.

### Сабориште
Сабориште данас представља јединствен музеј народног неимарства на отвореном, на којем су поред гледалишта и позорнице, у облику амфитеатра, постављене грађевине које потичу из 19. или почетка 20. века.

## Организатори
Организатори сабора су Центар за културу „Вук Караџић” и град Лозница, под покровитељством Министарство културе и информисања.

## Нематеријално културно наслеђе
Локална заједница је имала велику улогу у осмишљавању програма ове манифестације, због чега она чини део идентитета места Тршић, у околини града Лознице у западној Србији. Вуков сабор уврштен је у Национални регистар нематеријалног културног наслеђа Србије.